# Łazek (Schlesische Beskiden)
Der Łazek ist ein Berg in Polen. Mit einer Höhe von 713 m ist er einer der niedrigeren Berge im Barania-Kamm in den Schlesischen Beskiden. Der Berg ist ein beliebtes Touristenziel mit vielen Ausblicken auf die benachbarten Gebirge und das Tiefland. Der Gipfel liegt auf dem Gemeindegebiet von Brenna.

## Tourismus
- Auf den Gipfel führen mehrere markierte Wanderwege von Brenna.